# Анніквереська сільська рада
А́нніквереська сільська рада (ест. Annikvere külanõukogu, рос. Анниквереский сельский совет) — сільська рада в Естонській РСР, адміністративно-територіальна одиниця в складі повіту Вірумаа (1945—1950) та Локсаського району (1950—1954).

## Населені пункти
Сільській раді підпорядковувалися населені пункти:
села: Матсу (Matsu), Ноону (Noonu), Салатсе (Salatse), Кавасту (Kavastu), Калда (Kalda), Койґі (Koigi);
поселення: Анніквере (Annikvere asundus), Кавасту (Kavastu asundus).

## Історія
13 вересня 1945 року на території волості Вігула у Віруському повіті утворена Анніквереська сільська рада з центром у селі Анніквере.
26 вересня 1950 року, після скасування в Естонській РСР повітового та волосного поділу, сільська рада ввійшла до складу новоутвореного Локсаського сільського району.
20 березня 1954 року відбулася зміна кордонів між районами Естонської РСР, зокрема Анніквереській сільраді передані 30,80 га земель колгоспу «Шлях до Комунізму» від Війтнаської сільської ради Раквереського району. 
17 червня 1954 року в процесі укрупнення сільських рад Естонської РСР Анніквереська сільська рада ліквідована, а її територія склала південно-східну частину Вігуласької сільської ради.